# Nadecznica drżąca
Nadecznica drżąca (Trochospongilla horrida) – gatunek gąbek słodkowodnych.

## Występowanie
Gatunek pochodzi z Chin, lecz obecnie ma zasięg globalny. Występuje w całym państwie holarktycznym (Europa, północna Afryka, Azja bez części południowej, Ameryka Północna bez Ameryki Środkowej). Wśród gąbek słodkowodnych jest jednym z gatunków dominujących, choć jego stanowiska są mało liczne. Preferuje stabilne habitaty bez zmian poziomu wody. Można go spotkać w rzekach, deltach rzek, jeziorach i kanałach.

## Opis
Pierwsze kolonie nadecznicy drżącej pojawiają się w kwietniu. Zrastają one ze sobą, a latem osiągają ponad 20 cm średnicy. Igły szkieletu cienkie i rzadko rozgałęzione, nie są całkowicie otoczone płaszczem z włókien sponginy. Kolonie tego gatunku zamierają jesienią. Pozostawiają wtedy po sobie przymocowane do podstawy kolonii gemule, powstałe już wcześniej, w lipcu, albo czasami jeszcze wcześniej. Gemule są szczelnie połączone ze sobą. Rzadko były obserwowane larwy.